# Basquiat
Basquiat ist ein US-amerikanischer Spielfilm des Malers und Regisseurs Julian Schnabel aus dem Jahr 1996, der das Leben des amerikanischen Künstlers Jean-Michel Basquiat porträtiert.

## Handlung
Der Film schildert die Lebensgeschichte des 1960 als Sohn eines Haitianers und einer Puertoricanerin in New York geborenen Künstlers von seinen Anfängen als unbekannter und obdachloser Graffiti-Künstler mit dem Pseudonym „SAMO“, seinen langsamen Aufstieg in der New Yorker Kunstszene und die Bekanntschaft mit Andy Warhol, bis hin zu seinem durch Drogenkonsum bedingten psychischen Niedergang, welcher schließlich in seinem frühen Tod mit 27 Jahren kulminierte.

## Kritiken
Roger Ebert lobte in der Chicago Sun-Times vom 16. August 1996 den Film als „selbstbewußtes, poetisches Filmdebüt“ des Malers  Julian Schnabel und hebt insbesondere die intimen Kenntnisse und authentische Darstellung der New Yorker Kunstszene der 80er Jahre hervor. Wrights Darstellung des Künstlers wird als „undurchsichtig“, fast schon „mystisch“ bezeichnet. Ebert gab dem Film 3,5 von 4 Sternen.
James Berardinelli kritisierte den Film als Ansammlung von Anekdoten ohne Tiefgang. Schnabels Darstellung der psychischen Konflikte und Einflüsse, die zum exzessiven Drogenkonsum Basquiats führten, sind nach Meinung des Kritikers in anderen Filmen überzeugender dargestellt und ließen ihn in diesem Film kalt. Zudem gebe die Selbstdarstellung des Regisseurs als „Albert Milo“ dem Film einen unangenehmen Beigeschmack. Gelobt wurde die Leistung der Schauspieler Jeffrey Wright, Claire Forlani und David Bowie. Berardinelli gab dem Film 2,5 von 4 Sternen.

„Porträt des New Yorker Künstlers Jean-Michael Basquiat (1960–1988), der in den 80er Jahren vom unbekannten Graffiti-Sprayer zum gefeierten Star der Kunstszene aufstieg. Ohne sonderlich tief zu loten, stellt der Film den Künstler und sein Umfeld vor und zeigt sich besonders an der dunklen Seite des Genies interessiert, dessen Beweggründe nie kritisch hinterfragt werden. Ein filmisches Denkmal für Kenner der zeitgenössischen Kunst, den vielen anderen wird sich der Film kaum erschließen.“

## Auszeichnungen
- 1996: Nominierung für den Goldenen Löwen der Internationalen Filmfestspiele von Venedig für Julian Schnabel
- 1997: Independent Spirit Award für Benicio del Toro als bester männlicher Nebendarsteller
- 1997: Nominierung für den Independent Spirit Award für Jeffrey Wright für das beste Debüt eines Schauspielers